# 太廊
太廊（たろう、1986年（昭和61年）11月16日 - 2024年8月2日）は、福岡県太宰府市出身のお笑いタレント。名古屋の芸能事務所「どっかんプロ」所属。
改名前の工作太朗の名義でも活動していた。

## 来歴
本名は松本俊文。「ホイップクリーム」というコンビを組み、「ホイップ松本」の芸名で活動していたが、短期間で解散。どっかんプロの社長に新たな芸名を相談したところ、「とんこつ兄さん」（福岡出身による）と「工作太郎」（手先が器用なことによる）が提案された。本人は「工作太郎」を選び、2015年頃から工作太郎の芸名で活動を始める。
手先が器用なのをいかし、絵画、工作物（段ボールを加工）を用いた芸を行っていたが、CBCラジオの新番組ワンチャンマイクの出演をオーディションで勝ち取り、2017年（平成29年）10月から翌年3月まで木曜日のパーソナリティを担当する。
芸名に工作がつくことが活動の範囲が限られていると考え、改名を考え、2021年（令和3年）10月より工作太朗から太廊に改名。改名後も工作太朗の名義での活動しており、所属事務所のどっかんプロのホームページでは、太廊と工作太朗の2つのプロフィールが掲載されている。
らじお女子のTEAM FMの担任（プロデューサー）を担当しており、らじお女子の音楽活動の映像制作、作詞・作曲などの活動も行っている。
2024年8月2日、自宅で倒れているところを発見され病院に搬送されたが、同日、死亡が確認された。37歳没。訃報は翌3日に所属事務所であるどっかんプロの公式サイトで公表された。

## 出演

### テレビ番組
- 爆報! THE フライデー（TBSテレビ）[1]
- 直撃LIVE グッディ!（フジテレビ）[1]
- 北野誠のおまえら行くな。（エンタメ〜テレ）[1]

### ラジオ番組
- ワンチャンマイク（CBCラジオ）
- ゆるよる（CBCラジオ）
- 工作太朗のラジオボーイ（CBCラジオ）
- うしみつドキドキ!（CBCラジオ）
- 工作太朗のジョブナイ→太廊のジョブナイ（CBCラジオ）
- 北野誠のズバリ サタデー（CBCラジオ）
- マミーゴ♪とワクワクしたい仲間たち（CBCラジオ）
- らじお女子の「ラジオに恋して」（CBCラジオ）
- 青春☆工業HighSchoolクリップ（CBCラジオ）
- Fresh! Fine! Radio!（MID-FM）

## 音楽・映像
- 21時のプリンシパル（大塚南） - 映像制作及び作曲
- 朝日がのぼって（らじお女子） - 映像制作及び作詞・作曲
- CBCスマホのうた（らじお女子） - 作詞・作曲
- 18ライチティー（らじお女子） - 映像制作